# 稲葉尊通
稲葉 尊通（いなば たかみち）は、豊後国臼杵藩の第12代藩主。

## 略歴
文政3年（1820年）5月6日、父から家督を譲り受けたが、藩主の激務は体がもともと弱かった尊通をさらに衰弱させた。文政4年（1820年）に宇和島藩主の三女との間で結ばれていた婚約を破棄し、江戸から臼杵へ帰国したが、発熱するようになり、同年10月17日に21歳で死去した。
嗣子がないため、急遽、家老が江戸に上り、父の雍通と協議の上、弟の幾通仮養子の届けを幕府に提出。その後、養子が認められたため、幾通が次代の藩主となった。

## 系譜
父母
- 稲葉雍通（父）
- 有馬頼貴の娘（母）

養子
- 稲葉幾通 ー 実弟